# Chiesa di San Giacomo (Amburgo)
La chiesa di San Giacomo (in tedesco Hauptkirche Sankt Jacobi) è una delle cinque chiese principali (Hauptkirchen) di Amburgo. 
Nel 1529 divenne una chiesa luterana. Si trova nel centro della città, ha una torre alta 125 metri e ospita un famoso organo di Arp Schnitger del 1693. È dedicata a San Giacomo il Maggiore e spesso viene erroneamente indicata in inglese come St Jacob.

## Storia

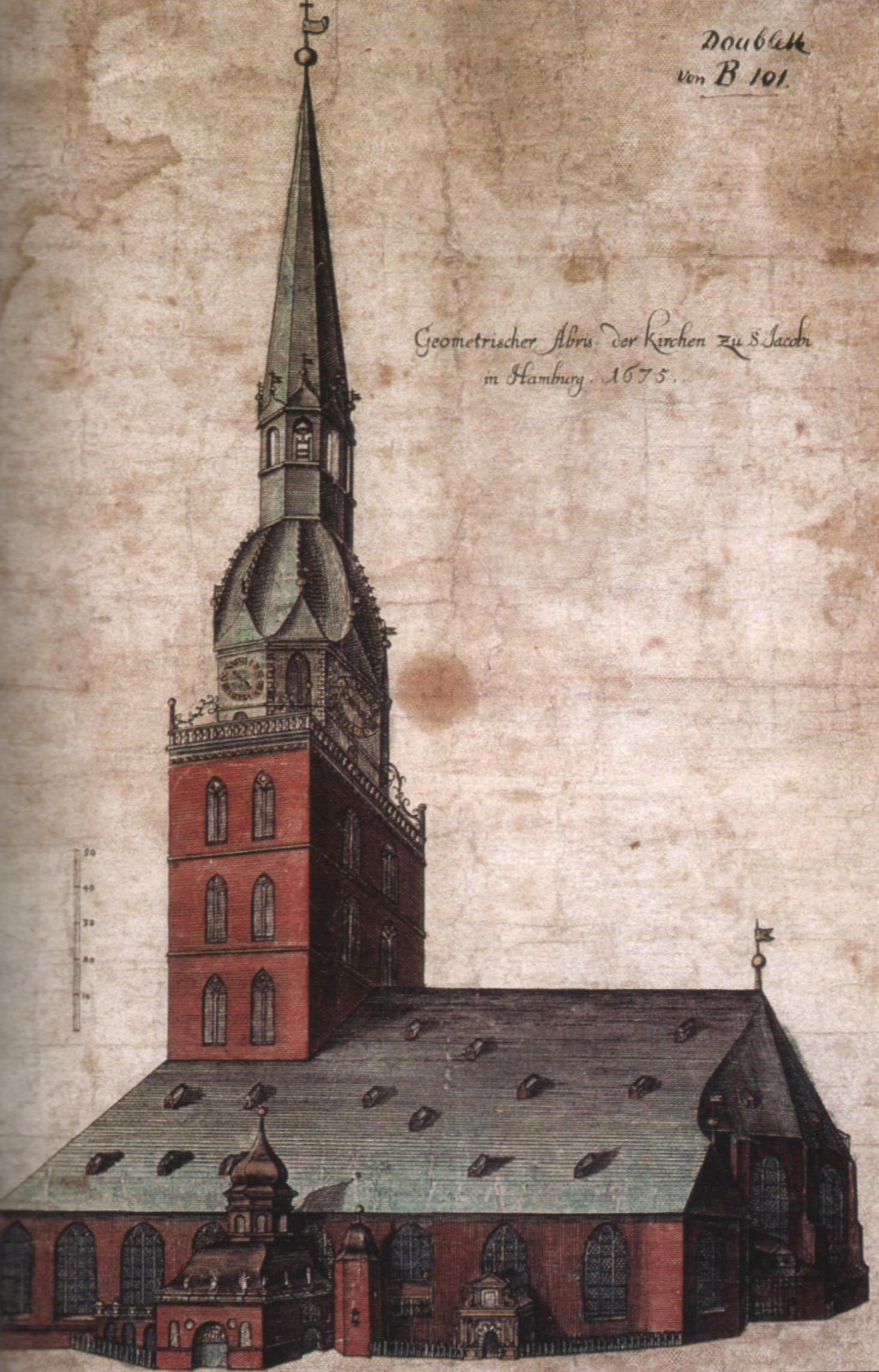
La Chiesa nel 1675.

La storia della chiesa risale al 1255, quando San Giacomo era una piccola cappella cattolica romana situata fuori dalle mura di Amburgo. Dopo l'ampliamento di queste ultime nel 1260, entrò a far parte del territorio della città di Amburgo. Oggi si trova nel cuore della città, nascosta dietro una delle principali vie dello shopping (Mönckebergstraße).
Tra il 1350 e il 1400, la cappella fu sostituita da una chiesa a sala a tre navate, simile a quella di San Pietro. Circa cento anni dopo fu aggiunta una quarta navata al lato sud della struttura. Anche la sacrestia a nord-est risale a quest'epoca (1438) ed è oggi l'unico esempio di architettura gotica secolare di Amburgo.
Dal 1806 al 1813, quando Amburgo fu occupata dalle truppe napoleoniche, la chiesa fu utilizzata principalmente come stalla.
La seconda torre, eretta nel 1826-1827 dopo che la precedente era diventata fatiscente, fu distrutta nel 1944, insieme al resto dell'edificio ecclesiastico, dai bombardamenti della Seconda Guerra Mondiale. Si salvarono solo gli arredi storici interni. Solo nel 1963 San Giacomo riemerse, costruita secondo il progetto medievale, anche se con una guglia moderna.

## Caratteristiche

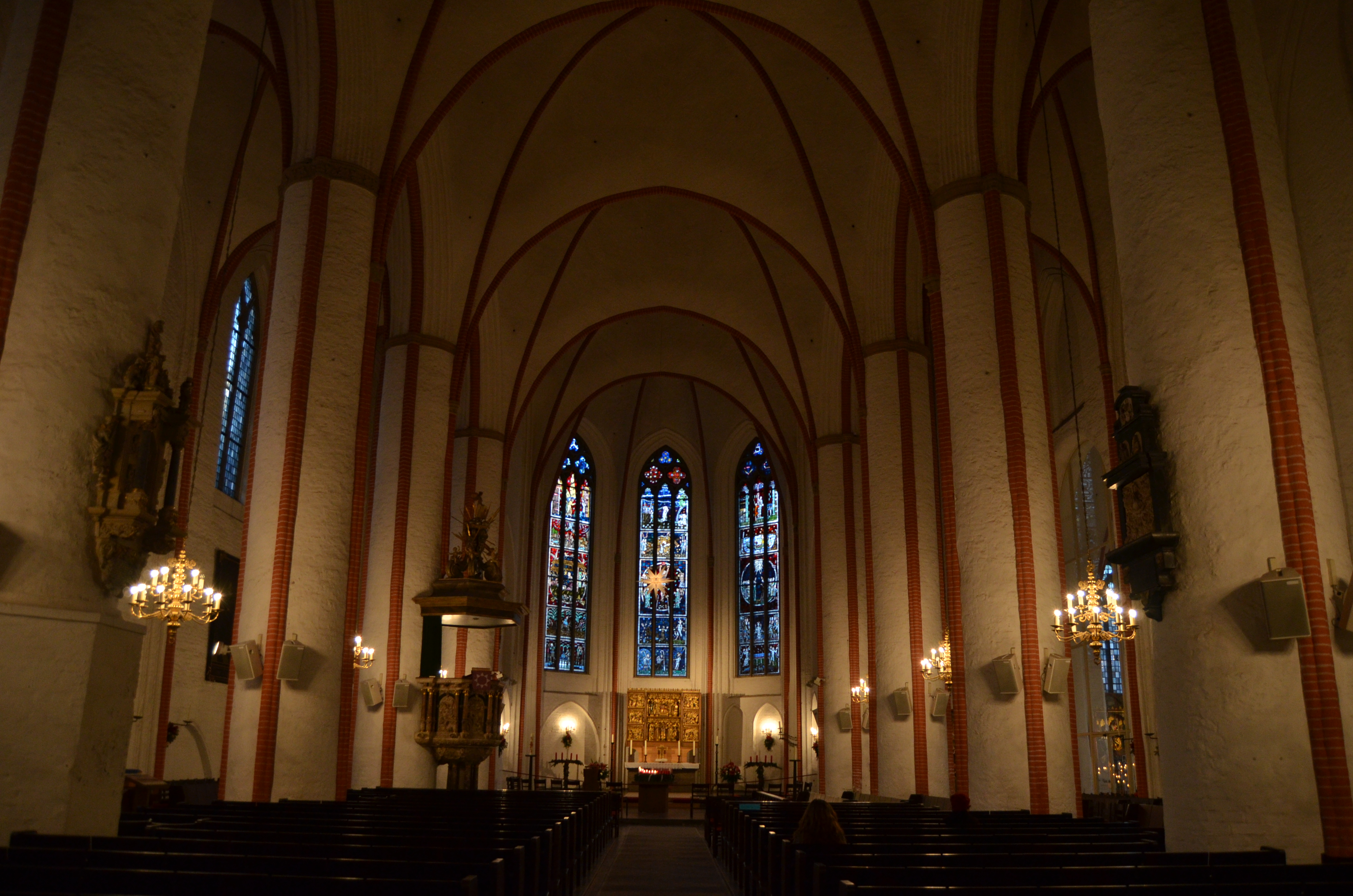
L'interno.

L'edificio si trova a pochi metri a est del 10º meridiano di longitudine est, che attraversa il centro della città.
Il famoso organo Arp Schnitger del 1693 nella galleria ovest, con 60 registri e circa 4.000 canne, è il più grande organo barocco del Nord Europa. Dal 1989 al 1993 l'organo è stato completamente restaurato e dalla sua riconsacrazione nella Pasqua del 1993 può essere ascoltato ogni domenica durante le funzioni.
I 34 quadri della galleria dell'organo sono opera di Otto Wagenfeldt e Joachim Lundt e sono stati creati per rappresentare la Bibbia con illustrazioni che potessero essere apprezzate e comprese da tutti.

## Arredi storici
Fortunatamente gli arredi interni si salvarono durante i bombardamenti. San Giacomo conserva, dunque, il pulpito marmoreo del 1610 ed epitaffi a rilievi del XVII secolo, nelle navate laterali. Inoltre possiede tre altari medievali: l'Altare della Santissima Trinità nel coro, opera del 1518 di un maestro locale, l'Altare di San Pietro, nella prima navata meridionale (1508) e l'Altare di San Luca nella seconda navata meridionale opera cinquecentesca con pitture di Hinrich Bornemann, proveniente dalla cattedrale di Amburgo. L'altare di San Luca fu costruito dall'ex Corporazione di San Luca. Tutti e tre furono costruiti originariamente per servire come altari cattolici.
Degna di nota è anche la Sala dei Ministri, che in origine fungeva da biblioteca. Dal 1543 è stata la sala di raccolta dei ministri della Cattedrale ed è stata ristrutturata nel 1710. Le pitture murali del soffitto, con le loro virtù civiche, mostrano l'importanza del mantenimento della parrocchia per il reggimento cittadino. Sono stati dipinti, come i paesaggi alle pareti, da Johann Moritz Riesenberger. Gli stemmi alle pareti nominano i parroci, i vicari e i giurati che hanno servito la parrocchia dal XVI secolo.

Opere
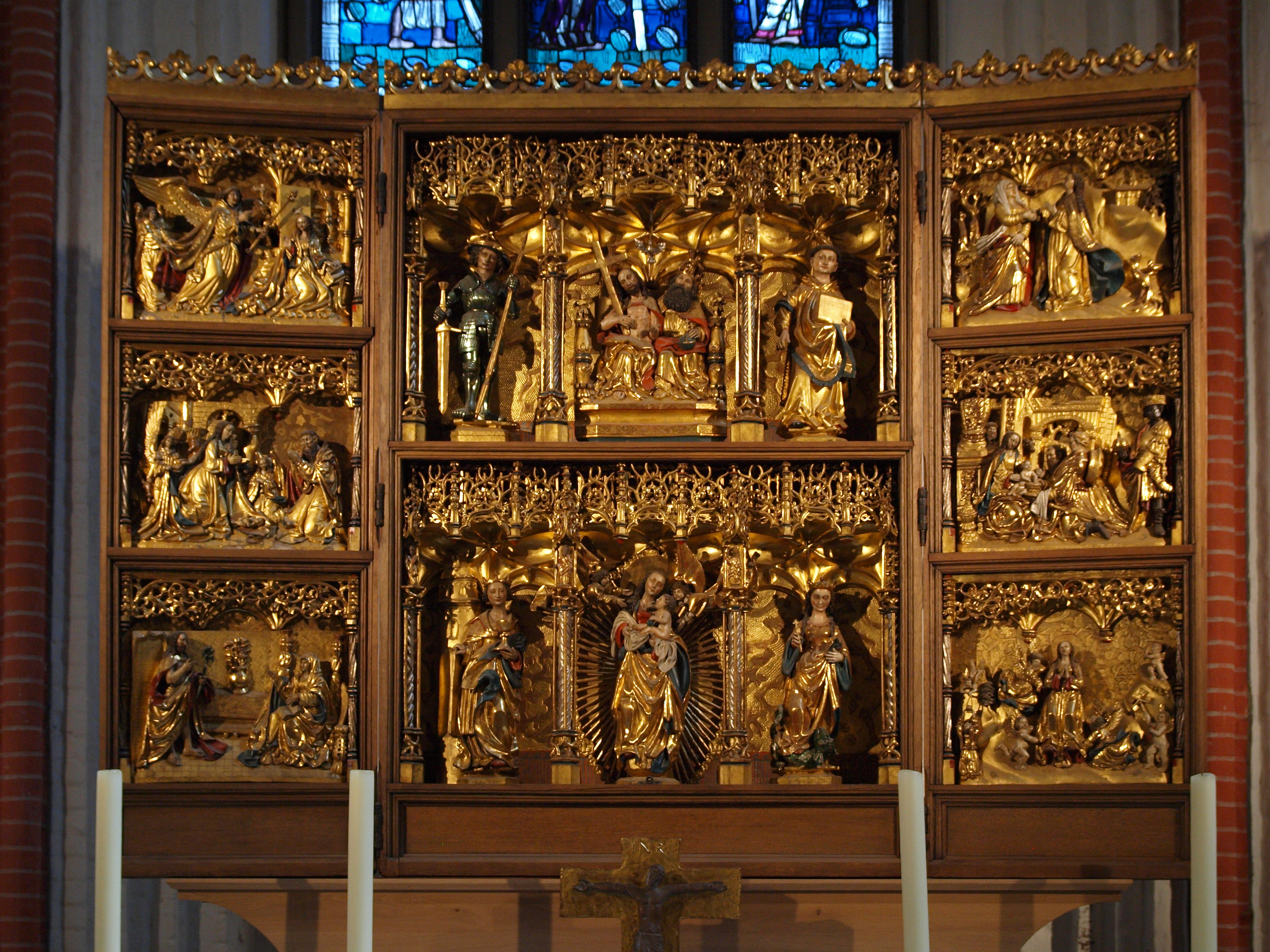
L'Altar maggiore della Trinità
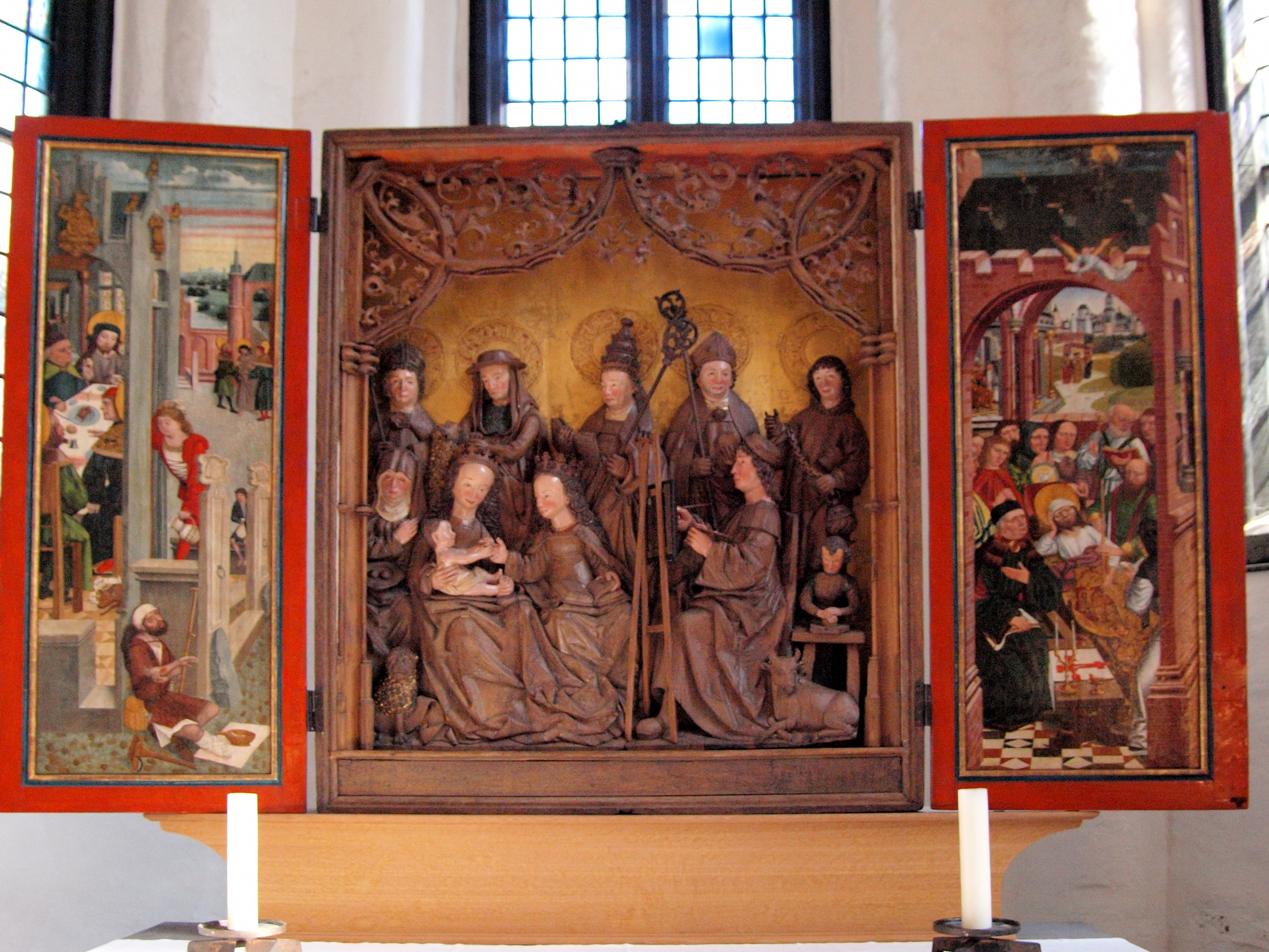
L'Altare di San Luca
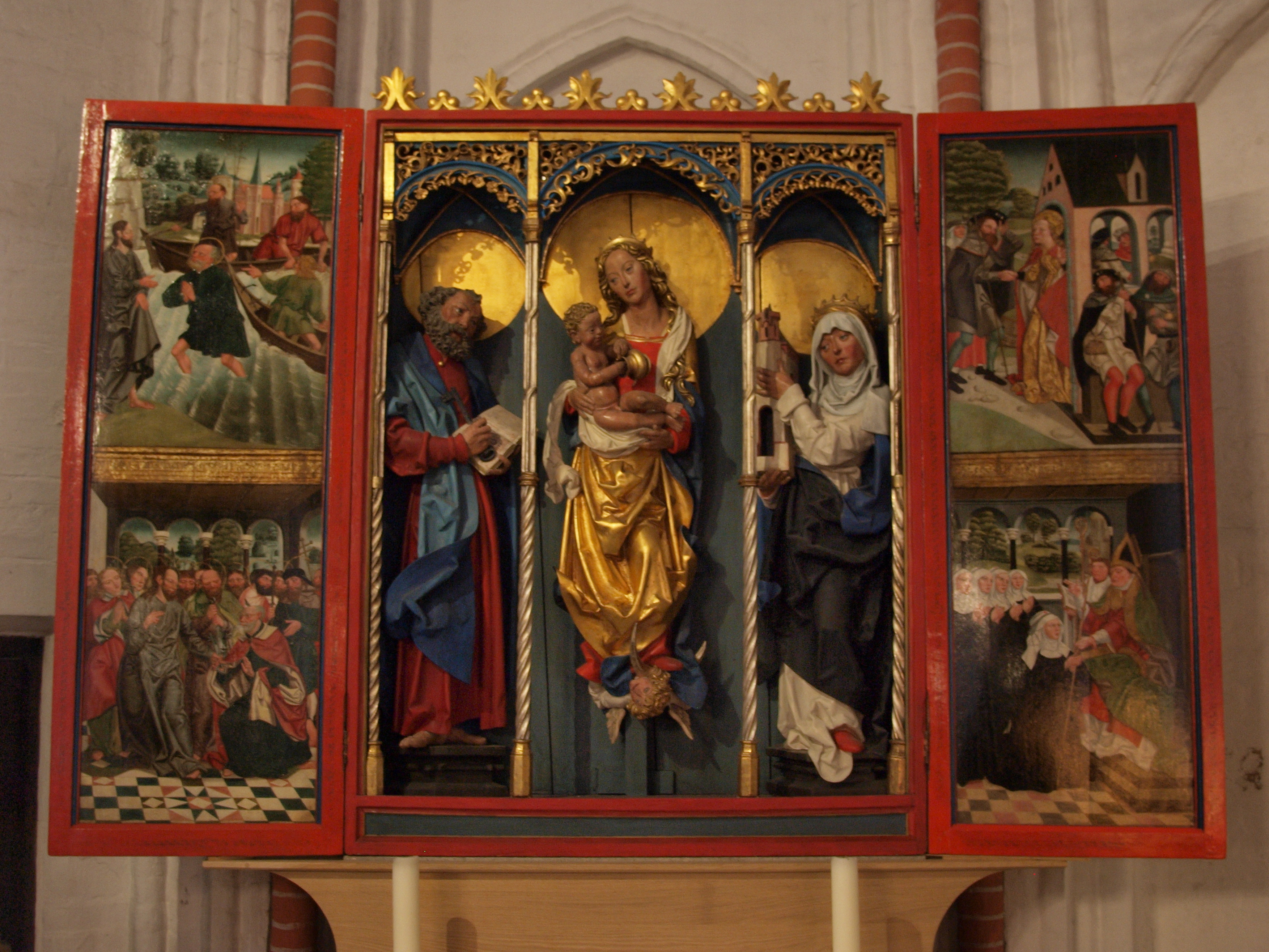
L'Altare di San Pietro
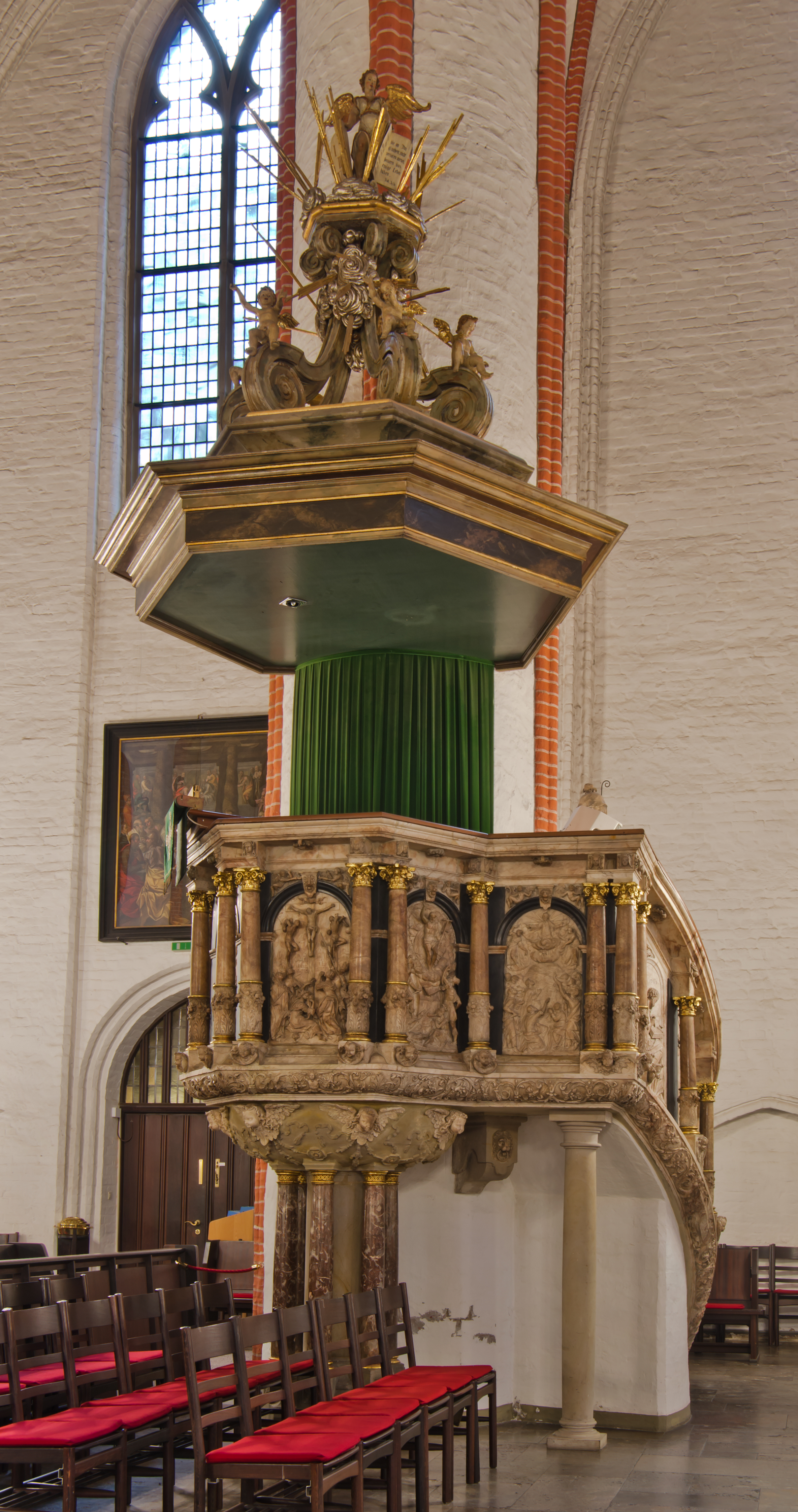
Il pulpito barocco

## Finestre
Le vetrate sono opera di Charles Crodel, autore anche delle vetrate della chiesa di San Matteo a Winterhude e di quelle della chiesa di Santa Maria a Fuhlsbüttel.
Le vetrate raffigurano i principali eventi dell'anno ecclesiastico: Annunciazione, Natale, Passione, Venerdì Santo, Pasqua, Pentecoste.